# Élections au Parlement de Galice de 1981
Les élections au Parlement de Galice de 1981 (en espagnol : elecciones al Parlamento de Galicia de 1981, en galicien : eleccións ao Parlamento de Galicia de 1981) se tiennent le mardi 20 octobre 1981, afin d'élire les 71 députés de la Ire législature du Parlement de Galice pour un mandat de quatre ans.
Le scrutin se tient six mois après la publication du statut d'autonomie de la Galice. Il voit la victoire du parti conservateur Alliance populaire dans ce qui était jusqu'alors un fief des centristes de l'Union du centre démocratique, qui termine deuxième.
Deux mois après les élections, les deux partis arrivés en tête s'entendent pour garantir la stabilité des institutions. En vertu de ce pacte, l'Union du centre obtient la présidence du Parlement, tandis que l'Alliance populaire prend la présidence de la communauté autonome.

## Contexte
Le 25 juin 1979, l'assemblée des parlementaires galiciens approuve le projet de statut d'autonomie de la Galice pour le remettre aux Cortes Generales. La discussion au Congrès des députés qui s'ensuit marque cependant la rupture entre les forces politiques, la gauche accusant les centristes au pouvoir de vouloir réduire l'autonomie galicienne par rapport à celle de la Catalogne ou du Pays basque. Les négociations entre partis reprennent finalement à la fin de l'été 1980 et un accord est conclu en deux semaines et demi. L'accord est approuvé au niveau institutionnel le 29 octobre et le référendum de ratification convoqué le 21 décembre suivant. Le « Oui » l'emporte à plus de 73 %, mais à peine 28,4 % des inscrits se rendent aux urnes.
Le statut d'autonomie est publié au Bulletin officiel de l'État (BOE) le 28 avril 1981, ouvrant le délai de 120 jours pour la tenue des premières élections autonomiques. Conformément à un accord conclu entre les groupes parlementaires au Congrès des députés, ce scrutin doit se tenir le même jour que le référendum de ratification du statut d'autonomie de l'Andalousie.
Bien que la direction régionale de l'Union du centre démocratique (UCD) ait proposé de tenir le scrutin entre le 15 et le 18 octobre 1981, le Conseil des ministres du gouvernement espagnol décide, le 20 août, de convoquer les électeurs le 20 octobre. Le scrutin est donc organisé un mardi, alors que les forces politiques galiciennes préféraient un dimanche, afin de favoriser la participation dans un territoire touché par l'abstention.

## Mode de scrutin

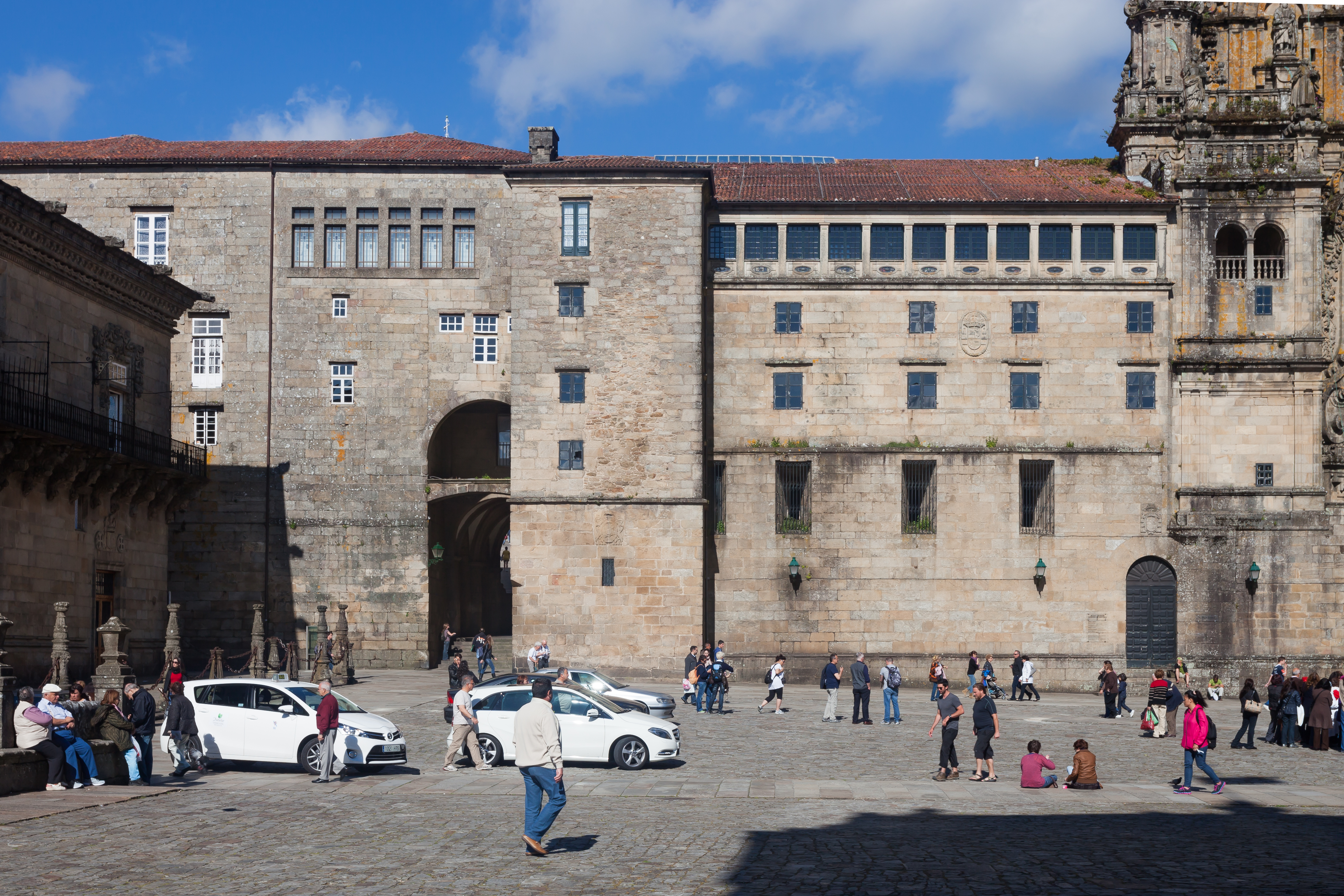
Le palais de Xelmírez, siège du Parlement de Galice.

Le Parlement de Galice (Parlamento de Galicia) est une assemblée parlementaire monocamérale constituée de 71 députés (diputados), élue pour une législature de quatre ans au suffrage universel direct selon les règles du scrutin proportionnel D'Hondt par l'ensemble des personnes résidant dans la communauté autonome où résidant momentanément à l'extérieur de celle-ci, si elles en font la demande.

### Convocation du scrutin
Conformément à l'article 11 du statut d'autonomie, le Parlement est élu pour un mandat de quatre ans. La première disposition transitoire dispose que les élections sont convoquées par la Junte dans les 120 jours qui suivent la promulgation du statut, et qu'elles ont lieu au maximum 60 jours après leur convocation, et qu'elles sont régies par le décret-loi électoral du 18 mars 1977.

### Nombre de députés par circonscription
Puisque l'article 11 du statut d'autonomie ne prévoit aucun nombre minimal de députés, la première disposition transitoire indique que le nombre de parlementaires est fixé à 71. L'article 11 du statut énonce en effet que « Dans tous les cas, la province sera la circonscription électorale. ».
La première disposition transitoire dispose que les sièges sont répartis ainsi  : 
| Circonscriptions | Députés |
| ---------------- | ------- |
| La Corogne       | 22      |
| Lugo             | 15      |
| Ourense          | 15      |
| Pontevedra       | 19      |

### Présentation des candidatures
Peuvent présenter des candidatures, : 
- les partis ou fédérations politiques enregistrées auprès du registre des associations politiques du ministère de l'Intérieur ;
- les coalitions électorales de ces mêmes partis ou fédérations dûment constituées et inscrites auprès de la commission électorale au plus tard 15 jours après la convocation du scrutin ;
- et les électeurs de la circonscription, à condition de représenter au moins 0,1 % des inscrits et 500 électeurs.

### Répartition des sièges
Seules les listes ayant recueilli au moins 3 % des suffrages valides dans une circonscription peuvent participer à la répartition des sièges à pourvoir dans cette circonscription, qui s'organise en suivant différentes étapes : 
- les listes sont classées en une colonne par ordre décroissant du nombre de suffrages obtenus ;
- les suffrages de chaque liste sont divisés par 1, 2, 3... jusqu'au nombre de députés à élire afin de former un tableau ;
- les mandats sont attribués selon l'ordre décroissant des quotients ainsi obtenus.

Lorsque deux listes obtiennent un même quotient, le siège est attribué à celle qui a le plus grand nombre total de voix ; lorsque deux candidatures ont exactement le même nombre total de voix, l'égalité est résolue par tirage au sort et les suivantes de manière alternative.

## Campagne

### Principales forces politiques
| Force politique | Force politique | Force politique | Chef de file                              | Idéologie                                                            | Résultats en 1979 |
| --------------- | --- | --------------- | ----------------------------------------- | -------------------------------------------------------------------- | ----------------- |
|                 | Union du centre démocratique (es) Unión de Centro Democrático                                                                 | UCD             | José Quiroga (es) (Président de la Junte) | Centre à centre droit Démocratie chrétienne, libéralisme, réformisme | 48,26 % des voix  |
|                 | Parti des socialistes de Galice-PSOE (gl) Partido dos Socialistas de Galicia-PSOE                                             | PSdeG-PSOE      | Francisco Vázquez                         | Centre gauche Social-démocratie, progressisme, galléguisme           | 17,35 % des voix  |
|                 | Alliance populaire (es) Alianza Popular                                                                                       | AP              | Gerardo Fernández Albor                   | Droite Conservatisme, démocratie chrétienne, post-franquisme         | 14,22 % des voix  |
|                 | Bloc national-populaire galicien (es)-Parti socialiste galicien (gl) Bloque Nacional Popular Galego-Partido Socialista Galego | BNPG-PSG        | Bautista Álvarez (es)                     | Gauche Nationalisme de gauche, nationalisme galicien, socialisme     | 5,96 % des voix   |

## Résultats

### Voix et sièges

#### Total régional
|                          |                                                                            |           |        |        |  |  |  |  |  |
| Parti                    | Parti                                                                      | Voix      | %      | Sièges |  |  |  |  |  |
|                          | Alliance populaire (AP)                                                    | 301 039   | 30,52  | 26     |  |  |  |  |  |
|                          | Union du centre démocratique (UCD)                                         | 274 191   | 27,80  | 24     |  |  |  |  |  |
|                          | Parti des socialistes de Galice-PSOE (PSdeG-PSOE)                          | 193 456   | 19,62  | 16     |  |  |  |  |  |
|                          | Bloc national-populaire galicien (es)-Parti socialiste galicien (BNPG-PSG) | 61 870    | 6,27   | 3      |  |  |  |  |  |
|                          | Gauche galicienne (EG) (es)                                                | 33 497    | 3,40   | 1      |  |  |  |  |  |
|                          | Parti galléguiste (PG) (es)                                                | 32 623    | 3,31   | 0      |  |  |  |  |  |
|                          | Parti communiste de Galice (PCG)                                           | 28 927    | 2,93   | 1      |  |  |  |  |  |
|                          | Parti socialiste des travailleurs (PST) (es)                               | 18 249    | 1,85   | 0      |  |  |  |  |  |
|                          | Union socialiste galicienne-PSOE (USG-PSOE) (es)                           | 12 709    | 1,29   | 0      |  |  |  |  |  |
|                          | Indépendants pour la défense de La Corogne capitale (IDC)                  | 5 486     | 0,56   | 0      |  |  |  |  |  |
|                          | Fraternité galicienne (IG) (es)                                            | 4 929     | 0,50   | 0      |  |  |  |  |  |
|                          | Autres partis                                                              | 19 268    | 1,96   | 0      |  |  |  |  |  |
|                          |                                                                            |           |        |        |  |  |  |  |  |
| Suffrages exprimés       | Suffrages exprimés                                                         | 986 244   | 98,01  |        |  |  |  |  |  |
| Votes invalides          | Votes invalides                                                            | 19 978    | 1,99   |        |  |  |  |  |  |
| Total                    | Total                                                                      | 1 006 222 | 100,00 | 71     |  |  |  |  |  |
| Abstentions              | Abstentions                                                                | 1 168 024 | 53,72  |        |  |  |  |  |  |
| Inscrits / participation | Inscrits / participation                                                   | 2 174 246 | 46,28  |        |  |  |  |  |  |

#### Par circonscription
|             |               |         |         |        |         |         |        |         |         |        |         |         |        |  |  |  |  |
| Sièges      | Sièges        | 22      | 22      | 22     | 15      | 15      | 15     | 15      | 15      | 15     | 19      | 19      | 19     |  |  |  |  |
|             |               |         |         |        |         |         |        |         |         |        |         |         |        |  |  |  |  |
|             |               | Nombre  | Nombre  | %      | Nombre  | Nombre  | %      | Nombre  | Nombre  | %      | Nombre  | Nombre  | %      |  |  |  |  |
| Inscrits    | Inscrits      | 844 506 | 844 506 | 100,00 | 332 902 | 332 902 | 100,00 | 355 508 | 355 508 | 100,00 | 641 330 | 641 330 | 100,00 |  |  |  |  |
| Abstentions | Abstentions   | 444 319 | 444 319 | 52,61  | 191 361 | 191 361 | 57,48  | 208 042 | 208 042 | 58,52  | 324 302 | 324 302 | 50,57  |  |  |  |  |
| Votants     | Votants       | 400 187 | 400 187 | 47,39  | 141 541 | 141 541 | 42,52  | 147 466 | 147 466 | 41,48  | 317 028 | 317 028 | 49,43  |  |  |  |  |
| Nuls        | Nuls          | 7 415   | 7 415   | 1,85   | 2 415   | 2 415   | 1,71   | 4 397   | 4 397   | 1,24   | 5 751   | 5 751   | 1,81   |  |  |  |  |
| Exprimés    | Exprimés      | 392 772 | 392 772 | 98,15  | 139 126 | 139 126 | 98,29  | 143 069 | 143 069 | 98,76  | 311 277 | 311 277 | 98,19  |  |  |  |  |
|             |               |         |         |        |         |         |        |         |         |        |         |         |        |  |  |  |  |
| Partis      | Partis        | Voix    | %       | Sièges | Voix    | %       | Sièges | Voix    | %       | Sièges | Voix    | %       | Sièges |  |  |  |  |
|             | AP            | 128 287 | 32,66   | 9      | 43 617  | 31,35   | 5      | 40 077  | 28,01   | 5      | 89 058  | 28,61   | 7      |  |  |  |  |
|             | UCD           | 76 591  | 19,50   | 5      | 48 733  | 35,03   | 6      | 61 103  | 42,71   | 7      | 87 764  | 28,19   | 6      |  |  |  |  |
|             | PSdeG-PSOE    | 94 127  | 23,96   | 6      | 22 376  | 16,08   | 3      | 23 448  | 16,39   | 3      | 53 505  | 17,19   | 4      |  |  |  |  |
|             | BNPG (es)-PSG | 26 303  | 6,70    | 1      | 11 175  | 8,03    | 1      | 7 377   | 5,16    | 0      | 17 015  | 5,47    | 1      |  |  |  |  |
|             | EG (es)       | 13 124  | 3,34    | 0      | 1 272   | 0,91    | 0      | 748     | 0,52    | 0      | 18 353  | 5,90    | 1      |  |  |  |  |
|             | PCG           | 13 488  | 3,43    | 1      | 2 039   | 1,47    | 0      | 2 871   | 2,01    | 0      | 10 529  | 3,38    | 0      |  |  |  |  |
|             | Autres        | 40 852  | 10,40   |        | 9 914   | 7,13    |        | 7 445   | 5,20    |        | 35 053  | 11,26   |        |  |  |  |  |

## Analyse

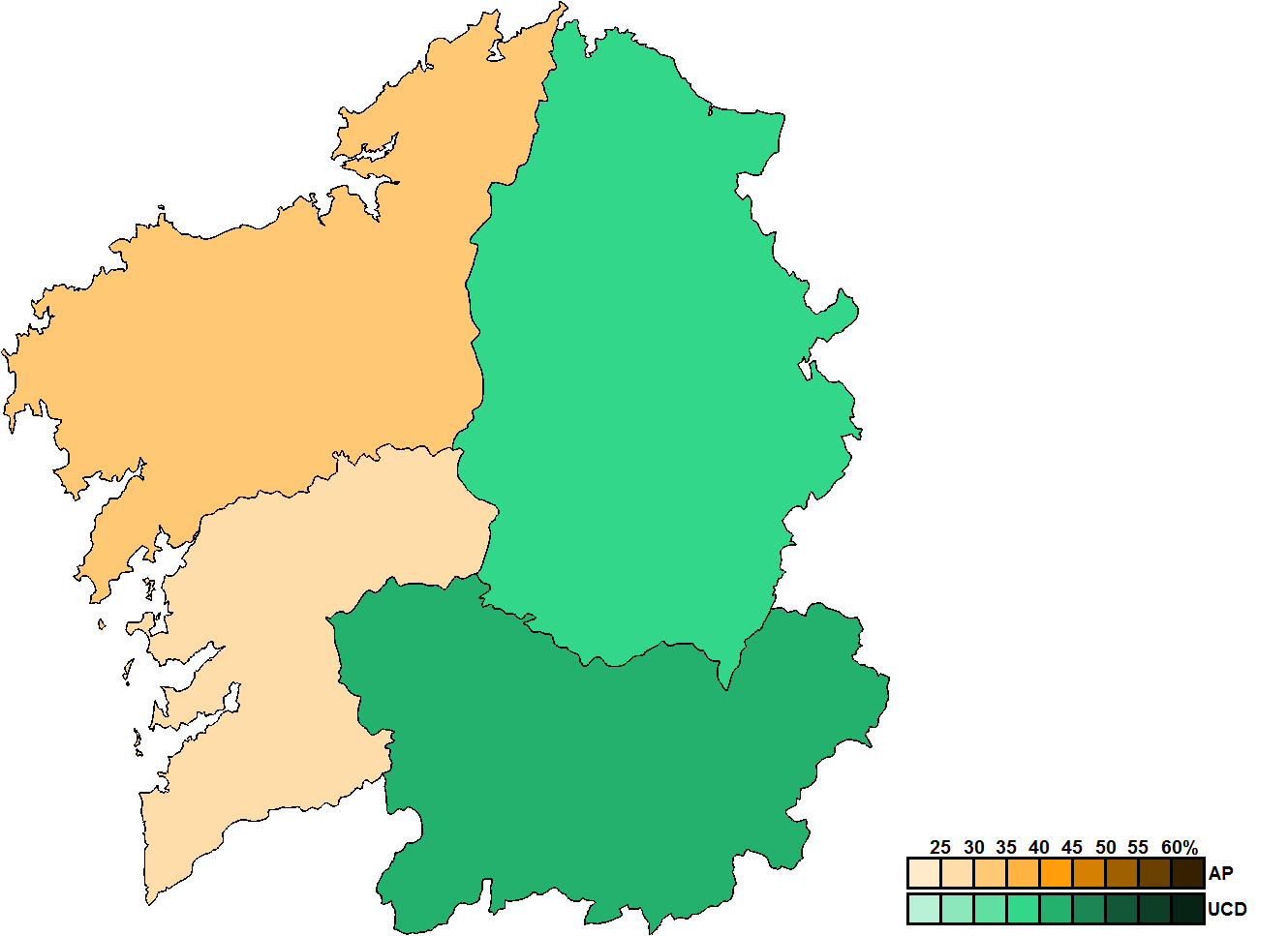
Parti arrivé en tête par circonscription et intensité de son score.

L'Union du centre démocratique, qui dominait la vie politique galicienne, est devancée par l'Alliance populaire, qui parvient à séduire une frange conséquente de l'électorat conservateur et de l'électorat modéré et enregistre une progression qualifiée de « spectaculaire » par El País. Seul l'électorat rural reste ainsi fidèle à l'Union du centre, l'Alliance populaire arrivant en tête dans les sept plus grandes villes de la communauté autonome, suivies par le Parti socialiste dans six d'entre elles. Par rapport aux élections municipales de 1979, la gauche progresse, bien que l'électorat ait plébiscité la droite. C'est cependant le Parti socialiste qui s'en sort le mieux, car aussi bien le Parti communiste que la gauche nationaliste sont en recul,.

## Conséquences
Dès le lendemain du scrutin, le secrétaire général de l'AP, Jorge Verstrynge, appelle à former une « majorité naturelle » avec l'UCD. Les deux formations s'entendent effectivement, permettant le 19 décembre l'élection du centriste Antonio Rosón (es) à la présidence du Parlement. En vertu de cette entente, le conservateur Gerardo Fernández Albor est élu président de la Junte le 8 janvier 1982 par 52 voix pour, 17 contre et 1 abstention : il bénéficie du soutien de l'AP, de l'UCD et de trois indépendants siégeant au groupe socialiste, mais Rosón ne peut voter pour lui du fait de son admission à l'hôpital la veille. Il prête serment deux semaines plus tard et forme son gouvernement le 22 janvier.